# Guy Denning
Guy Denning est un artiste britannique connu pour son art urbain (ou street art) et également comme peintre. Né à Bristol, autodidacte, vit, depuis 2007, en France, dans les monts d'Arrée. En 2013, il participe à l'exposition de la Tour 13.